# Meher Baba
Meher Baba (Pune,25 de fevereiro de 1894 - 31 de janeiro de 1969) com o nome de Merwan Sheriar Irani foi um guru persa, educado na St. Vincent's High School, na Índia. Durante sua formação, não demonstrou inclinação para os assuntos espirituais. Quando tinha 19 anos, entrou em contato com uma mestra sufi chamada Hazrat Babajan. Esta mestra sufi lhe deu um beijo no rosto. Este fato marcou o início de sua ascendência espiritual. Ele recebeu ajuda de cinco mestres espirituais, os chamados Mestres Perfeitos, incluindo Shirdi Baba e Upasni Maharaj, que foi quem lhe revelou sua identidade espiritual como O ancestral, em 1921.
Baba viveu e viajou na companhia de discípulos (mandali), tanto homens quanto mulheres, de quem se exigia absoluta obediência. Todos assumiram uma vida de absoluta simplicidade - a grosso modo, algo no estilo franciscano. A partir de 1925 até sua morte, Baba se calou totalmente, se comunicando apenas por escritos,  gestos e uma tábua que continha as letras do alfabeto. Este mestre espiritual praticava jejum, ficava recluso e fazia trabalho para ajudar pobres, além de dar banho em leprosos e fazer um importante trabalho com os masts em clinicas psiquiátricas e com crianças em escolas criadas por ele. Os masts eram indivíduos que tinham se desenvolvido espiritualmente acima da média da população, mas que, por algum motivo desconhecido, perdiam o contato com o mundo, sendo muitas vezes confundidos com "desajustados". Proferiu diversos discursos, que foram coletados por seus seguidores.
Em 1931, Baba fez sua primeira viagem ao mundo ocidental - algo que veio a se repetir por várias vezes. Durante estas viagens, mandalis ocidentais se juntaram a ele. No dia 10 de fevereiro de 1954, Baba se autodeclarou Avatar (a encarnação direta de Deus).
Exerceu forte influência sobre Pete Townshend, guitarrista, compositor e líder da banda de rock britânica The Who, tendo sido citado em canções e homenageado com um álbum completo.
A trajetória  do líder espiritual tomou novos rumos a partir de dois acidentes automobilísticos. Eles ocorreram em 1952, nos Estados Unidos e em 1956, na Índia. Com estes acidentes, sua capacidade de caminhar ficou muito limitada e, após um ano, ficou completamente confinado a  cadeira de rodas. Meher Baba morreu em janeiro de 1969. Seu túmulo em Meherabad é considerado local sagrado ainda hoje e se tornou um local de peregrinação.